# 前田長義
前田 長義（まえだ ながよし、享和3年9月4日（1803年10月18日） - 安政3年2月18日（1856年3月24日））は、江戸幕府の高家旗本。前田繁之助長皓の長男。母は松平図書頭忠命の娘。幼名は未左丸（ひさまる）、通称は式部、織部。官位は従五位下侍従出雲守。高家前田家の6代当主。
文政3年（1820年）2月15日、将軍徳川家斉に御目見し、表高家となる。文政8年（1825年）3月6日、亡父・長皓の家督を相続する。文政9年（1826年）12月15日、高家役となり、従五位下侍従出雲守に叙任された。天保6年（1835年）11月26日、病気を理由に御役御免となり、雁之間高家末席となる。天保13年（1842年）12月6日、願により隠居し、養子・貞之丞長徳に家督を譲る。安政3年（1856年）2月18日病死、52歳。市ヶ谷・自證院に葬られた。法号は瑞雲院拾遺補闕常樂大居士。
正妻は松平周防守康任の養女・増。後妻は牧野越中守貞幹の妹・澄（すみ）、後に紀（とし）、また、松（まつ）。養子貞之丞長徳（実父は諏訪因幡守忠粛）らの子女あり。